# Karl August von Reisach
Karl August von Reisach, nemški rimskokatoliški duhovnik, škof in kardinal, * 6. julij 1800, Roth, † 22. december 1869.

## Življenjepis
10. avgusta 1828 je prejel duhovniško posvečenje.
19. aprila 1836 je bil imenovan za škofa Eichstätta; potrjen je bil 11. julija istega leta, škofovsko posvečenje je prejel 17. julija 1836 in ustoličen je bil 13. marca 1837.
12. julija 1841 je bil imenovan za sonadškofa nadškofije München in Freising; polni nadškof je postal 1. oktobra 1846; ustoličen je bil 25. januarja 1847. S tega položaja je odstopil 19. junija 1856.
17. decembra 1855 je bil povzdignjen v kardinala in imenovan za kardinal-duhovnika S. Anastasia ter za uradnika Rimske kurije.
27. septembra 1861 je bil imenovan še za kardinal-duhovnika S. Cecilia in 22. junija 1868 za kardinal-škofa Sabine.
Umrl je 22. decembra 1869.